# Mars, Incorporated
Mars, Inc. é uma fabricante mundial de chocolates com US$ 35 bilhões em vendas anuais em 2017. Sediada em McLean, Virginia, EUA, a empresa é inteiramente pertencente a família Mars, fazendo-a uma das maiores corporações privativas dos Estados Unidos. A maior parte de suas atividades nos Estados Unidos fazem parte de uma divisão conhecida como Masterfoods USA, com base em Hackettstown, New Jersey.
A empresa é proprietária de algumas das marcas mais populares do mundo, incluindo M&M's, Snickers, Twix, Uncle Ben's e os alimentos para animais de estimação Pedigree e Whiskas. Atualmente a Mars é a maior compradora de cacau do mundo.
A empresa nasceu em 1923, quando Franklin Clarence Mars criou a barra de chocolate Milk Way. Atualmente (2022), dois terços da empresa pertencem aos irmãos herdeiros Jacqueline Mars e John Mars. Ambos figuram entre os 20 bilionários mais ricos da lista Forbes 400.

Logótipo usado de 1911 até 2019